# Tillandsia sprengeliana
Tillandsia sprengeliana är en gräsväxtart som beskrevs av Johann Friedrich Klotzsch och Carl Christian Mez. Tillandsia sprengeliana ingår i släktet Tillandsia och familjen Bromeliaceae. Inga underarter finns listade i Catalogue of Life.